# 戈格费耶夫卡农村居民点
戈格费耶夫卡农村居民点（俄语：Голофеевское сельское поселение）是俄罗斯联邦别尔哥罗德州沃洛科诺夫卡区所属的一个农村居民点。其下辖有6个居民点，行政中心为戈格费耶夫卡。据2016年统计，该农村居民点的人口为668人。